# 40 Cal.
Calvin Alan Byrd, más conocido como 40 Cal. (nacido en Harlem en 1981) es un rapero estadounidense de ascendencia dominico-puertorriqueña. 40 Cal. es miembro del grupo de hip hop The Diplomats.
40 Cal. nació y creció en Harlem, en la ciudad de Nueva York. Hizo su primera aparición en la industria de la música con el tema homónimo "40 Cal" para el álbum Diplomatic Immunity 2. Sin embargo, su mayor talento radica en su notable habilidad para rimar las líricas, el cual demostró en MTV2's Fight Klub MC battles de MTV. Ha creado un nombre fuera del grupo The Diplomats, llegando a vender un millón de copias. El 5 de agosto de 2008, lanzó su tercer álbum de estudio llamado "Moog". El 5 de julio de 2010, el sitio italiano de rap "YouPush.It" lanzó la canción "De Italia a Harlem" de 40 Cal. junto a Electrofants, Lucas P. D Killaboy.

## Discografía
| Álbumes                  |                 |                | |    |
| 8 de agosto de 2006      | Broken Safety   | Diplomat       | - Top R&B/Hip-Hop Albums #81                                                                                                 | US |
| 11 de septiembre de 2007 | Broken Safety 2 | Diplomat, Koch | - The Billboard 200 #151 - Top Heatseekers #3 - Top Independent Albums #20 - Top R&B/Hip-Hop Albums #27 - Top Rap Albums #12 | US |
| Agosto de 2008           | Mooga           |                | |    |

### Mixtapes
- 2006 40 to Life
- 2006 Trigger Happy
- 2007 Trigger Happy 2
- 2007 40 to Life Part 2
- 2008 The Yellow Tape
- 2008 Leader of the New School
- 2008 "Dip Masters"
- 2009 New Jack (Da Carter After Nino, Like New)
- 2010 Trigganometry Cd Cover Created By Masar Graphix